# Rai Open 2009
Il Rai Open 2009 è stato un torneo professionistico di tennis maschile giocato sulla terra rossa, che faceva parte dell'ATP Challenger Tour 2009. Si è giocato a Roma in Italia dal 13 al 18 aprile 2009.

## Partecipanti

### Teste di serie
| Nazionalità | Giocatore           | Ranking* | Testa di serie |
| ----------- | ------------------- | -------- | -------------- |
| Argentina   | Sergio Roitman      | 98       | 1              |
| Germania    | Simon Greul         | 112      | 2              |
| Croazia     | Roko Karanušić      | 122      | 3              |
| Rep. Ceca   | Jiří Vaněk          | 123      | 4              |
| Serbia      | Ilija Bozoljac      | 134      | 5              |
| Rep. Ceca   | Lukáš Rosol         | 137      | 6              |
| Italia      | Filippo Volandri    | 140      | 7              |
| Francia     | Alexandre Sidorenko | 155      | 8              |

- Ranking al 6 aprile 2009.

### Altri partecipanti
Giocatori che hanno ricevuto una wild card:
- Daniele Bracciali
- Thomas Fabbiano
- Gianluca Naso
- Filippo Volandri

Giocatori passati dalle qualificazioni:
- Andrea Arnaboldi
- Thierry Ascione
- Eric Gomes
- Giancarlo Petrazzuolo
- Stefano Galvani (Lucky Loser)

Giocatori con uno Special Exempt:
- Alessio Di Mauro
- Antonio Veić

## Campioni

### Singolare
Sebastián Decoud ha battuto in finale   Simon Greul con il punteggio di 7–6(2), 6–1

### Doppio
Simon Greul /  Alessandro Motti hanno battuto in finale   Daniele Bracciali /  Filippo Volandri con il punteggio di 6–4, 7–5